# Кампу Лонгу
Кампу Лонгу (фр. Campu Longu корс. Campu Longu) — річка Корсики (Франція). Довжина 10 км, витік знаходиться на висоті 700 метрів над рівнем моря на схилах пагорба-гори Капу ді Прату (Capu di Pratu) (828 м). Впадає в річку Фіджарелла на висоті 6 метрів над рівнем моря.
Протікає через комуни: Каленцана, Кальві і тече територією департаменту Верхня Корсика та кантонами: Каленцана (Calenzana), Кальві (Calvi)